# Celastrina marata
Celastrina marata är en fjärilsart som beskrevs av Corbet 1936. Celastrina marata ingår i släktet Celastrina och familjen juvelvingar. Inga underarter finns listade i Catalogue of Life.